# Otto Malfeld
Otto Malfeld (* 1921 in Bad König im Odenwald; † 24. Februar 2013 in Wetzlar) war ein deutscher Politiker (SPD).

## Politisches Leben
Malfeld trat im Jahr 1956 der SPD bei. Vor seinem Eintritt in die hauptberufliche Politik war er bei der Firma Leitz in Wetzlar tätig. Bevor Malfeld im Jahr 1965 als hauptamtlicher Stadtrat in den Magistrat eintrat, war er bereits als Stadtverordneter und Fraktionsvorsitzender der SPD im Parlament aktiv und fungierte als Stadtverordnetenvorsteher. In den Jahren 1972 bis 1977 war er Bürgermeister Wetzlars. Unter seiner Federführung richtete Wetzlar 1975 erstmals den Hessentag aus.
Während der Zeit der Stadt Lahn (1. Januar 1977 bis 31. Juli 1979) stellte sich Malfeld wieder ehrenamtlich zur Verfügung, zog in das Stadtparlament ein und übernahm den Vorsitz der Stadtverordnetenfraktion der SPD. Dem Kreistag des Landkreises Wetzlar gehörte Malfeld von 1973 bis 1976 an. Zudem stand er in den Jahren 1979 bis 1981 auch dem Kreistag des Lahn-Dill-Kreises vor.

## Privatleben
Nach seinem Eintritt in den Ruhestand beschäftigte sich Malfeld mit dem Dichten von Limericks. Etwa 6000 dieser Gedichte hat er verfasst.

## Veröffentlichungen
- Lauter lockere Lebenslagen. Berlin 1996.
- Erinnerungen an Begegnungen mit Ernst Leitz II. In: Mitteilungen des Wetzlarer Geschichtsvereins 43, 2007, 232–234.

## Auszeichnungen
1980 erhielt er das Verdienstkreuz am Bande der Bundesrepublik Deutschland. Zu seinem 90. Geburtstag zeichnete Landrat Wolfgang Schuster Otto Malfeld mit der Willy-Brandt-Medaille aus. Damit rückte er in den Kreis der Männer und Frauen auf, die sich in besonderer Weise um die Sozialdemokratie verdient gemacht haben.
Malfeld war Ehrenvorsitzender der SPD Wetzlar und Ehrensenator der Wetzlarer Karnevalsgesellschaft.